# Фалеми, Нана
Нана Фалеми Нгассам (рум. Nana Falemi Ngassam; род. 5 мая 1974, Бухарест) — камерунский футболист, полузащитник, игрок сборной Камеруна.

## Биография

### Клубная карьера
Начал заниматься футболом в Бухаресте. Выступал за бухарестские клубы: «Воинта», «Вискофил», «Chimia». В 1997 году перешёл в «Петролул» из города Плоешти. В 2000 году попал в «Стяуа». Вместе с командой стал дважды чемпионом Румынии и выиграл Суперкубок. В 2004 году мог перейти в московское «Динамо» или грозненский «Терек». После выступал за «Эрготелис» и «Васлуй».
Весной 2006 года перешёл в луцкую «Волынь». После того как «Волынь» покинула Высшую лигу, Фалеми перешёл в китайский «Цзянсу Сайнти». После играл за румынские команды «Конкордия» и «Газ Метан».

### Карьера в сборной
В сборной Камеруна провёл 5 матчей. Провёл два матча на Кубке конфедераций 2003, тогда Камерун дошёл до финала, где проиграл Франции (0:1). Также Фалеми был в заявке на Кубок африканских наций 2004.

## Достижения
- Чемпион Румынии (2): 2000/01, 2004/05
- Обладатель Суперкубка Румынии (1): 2001
- Финалист Кубка конфедераций (1): 2003

## Личная жизнь
Его мать — коренная румынка, а отец — родом из Камеруна. Родители впоследствии переехали в Берлин.